# Edward Puślecki
Edward Puślecki (ur. 28 stycznia 1951 roku w Katowicach) – polski duchowny metodystyczny, biskup i superintendent naczelny (zwierzchnik) Kościoła Ewangelicko-Metodystycznego w RP (1989-2013), od 2013 honorowy zwierzchnik tego Kościoła, członek prezydium i sekretarz Polskiej Rady Ekumenicznej. Od 1990 roku dyrektor English Language College, szkoły językowej popularnie nazywanej w Warszawie metodystami. Doktor nauk teologicznych.

## Życiorys
W latach 1973–1978 student Chrześcijańskiej Akademii Teologicznej w Warszawie. W latach 1985–1986 odbywał stypendium w Ekumenicznym Instytucie Światowej Rady Kościołów w Genewie. W latach 1974–1986 pastor w Łukcie i Słoneczniku, równolegle między 1984 a 1986 rokiem pracował w Elblągu. W latach 1986–1989 pastor w Bydgoszczy i superintendent Okręgu Wielkopolski i Pomorza. Od 1989 roku do 2013 zwierzchnik Kościoła (24 lata). W 2001 r. na podstawie rozprawy pt. Działalność Południowego Episkopalnego Kościoła Metodystycznego w Polsce w latach 1920-1924 Senat Chrześcijańskiej Akademii Teologicznej w Warszawie nadał mu stopień doktora nauk teologicznych w zakresie teologii historycznej.
Był członkiem Komisji Wspólnej Przedstawicieli Rządu RP i Polskiej Rady Ekumenicznej oraz prezesem Komitetu Krajowego Towarzystwa Biblijnego w Polsce.

## Wybrane publikacje
- Siła poselstwa. Księga jubileuszowa w 75-lecie urodzin ks. prof. dr. hab. Witolda Benedyktowicza (red. nauk. wspólnie z Zbigniewem Kamińskim i Adamem Kleszczyńskim, Wydawnictwo „Pielgrzym Polski”, Warszawa 1996.
- Powracająca fala. Działalność Południowego Episkopalnego Kościoła Metodystycznego w Polsce w latach 1920-1924. Studium historyczno-teologiczne, Wydawnictwo „Pielgrzym Polski”, Warszawa 2001.

## Życie prywatne
Był żonaty z Bogusławą z domu Mroczyńską (zm. 2003), która została pochowana na cmentarzu ewangelicko-augsburskim w Warszawie.